# Ларрі Файн
Луї Файнберг (англ. Louis Feinberg, нар. 5 жовтня 1902, Філадельфія, Пенсільванія, США — пом. 24 січня 1975, Лос-Анджелес, Каліфорнія, США) — американський комік, актор та скрипаль. Відомий за участю в комедійному тріо «Three Stooges».

## Біографія
Народився третьою дитиною в єврейській родині з Російської імперії. Батьки були ювелірами. 
Коли Ларрі був маленьким, він випадково сильно обпік ліву руку хлоридною кислотою з якою працював його батько. Щоб зміцнити пошкоджені м'язи руки хлопець, за порадою лікарів, почав займатись грою на скрипці. Файн настільки добре оволодів інструментом, що батьки хотіли віддати його в музичну консерваторію в Європі, проте цим планам завадила Перша світова війна.
Файн змалечку почав працювати скрипалем у водевілях. У 1925 році він знайомиться з Шемпом Говардом і Тедом Гілі та приєднується до гурту «Тед Гілі та його Помічники» (Ted Healy and His Stooges). Під керівництвом Гілі водевільське тріо стає більш популярним і у 1930 році знімається у своєму першому фільми «Суп з горіхами» студії Fox Film Corporation. За легендою, своя фірмова зачіска у Ларрі з'явилась за порадою Гіллі. Його партнер по тріо, Мо Говард, жартома називав Ларрі «дикобразом».
У 1934 році Файн і брати Говарди залишили Гіллі й заснували власний гурт «The Three Stooges», в якому Ларрі пропрацював аж до 1970 року.

## Смерть

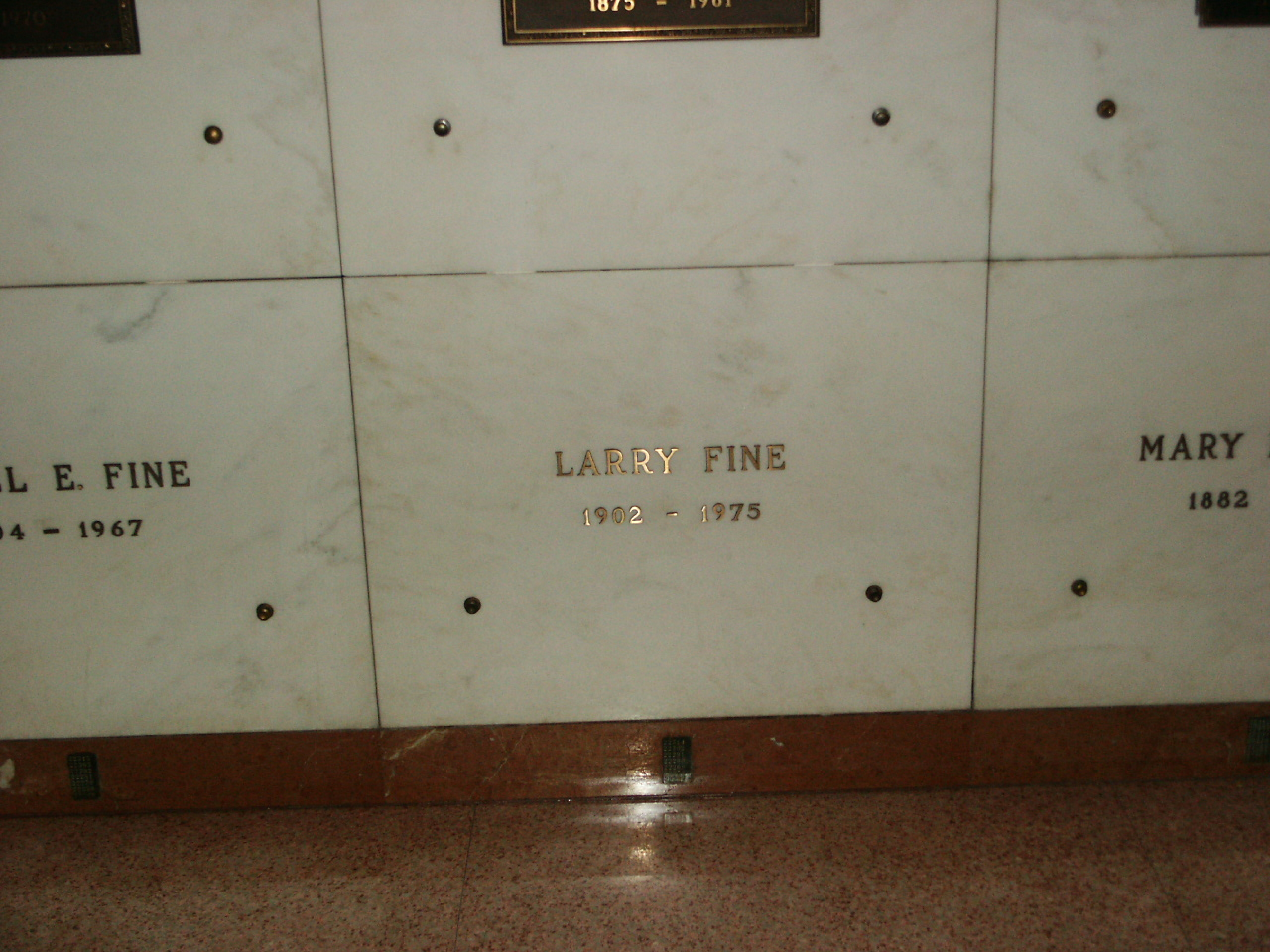
Могила Ларрі Файна

9 січня 1970 року, під час зйомок пілотної серії чергового телесеріалу про трійцю, у Файна стався інсульт, який фактично поставив хрест на його акторській кар'єрі й на новому серіалі. Останні роки свого життя Файн провів у будинку для літніх прикутий до інвалідного візка. Після чергового інсульту у грудні 1974 року Файн впав у кому і помер 24 січня 1975 року. Похований у меморіальному парку «Форест-Лон» в Глендейлі, штат Каліфорнія.

## Фільмографія
The Three Stooges filmography